# Ascetocythere coryphodes
Ascetocythere coryphodes är en kräftdjursart som beskrevs av Hobbs och C. W. Hart 1966. Ascetocythere coryphodes ingår i släktet Ascetocythere och familjen Entocytheridae. Inga underarter finns listade i Catalogue of Life.